# Armin Gimmerthal
Armin Gimmerthal (* 29. Juli 1858 in Plaue; † 19. Februar 1941 in Bonn) war ein deutscher Schriftsteller.

## Leben
Als Sohn eines Apothekers geboren, wurde er nach dem Besuch der Realschule Hauslehrer in Apolda. Er studierte Mathematik in Jena und Berlin. Seit Beginn seines Studiums 1879 war er Mitglied der Burschenschaft Arminia auf dem Burgkeller. Sein Studium musste er 1881 aus wirtschaftlichen Gründen aufgeben und ging nach Wien, um Schauspieler zu werden. Seine Pläne wurden jedoch durch den Ringtheaterbrand und dessen Folgen zunichtegemacht. 1883 arbeitete er in Hamburg als Hauslehrer. Er gründete dort eine Buchdruckerei, welche er 1897 verkaufte. Danach lebte er in Hamburg als Schriftsteller. Er verfasste Bühnenstücke, die teilweise ungedruckt blieben. 1907 zog er nach Bad Neuenahr, wo seine Frau herkam. Er übernahm in dem Kurort an der Ahr die Leitung des Hotels Villa Humboldt. In Werbebroschüren des Heilbades Neuenahr warb er deutlich mit seiner antisemitischen Auffassung. Er zählte auch zu den Kritikern Albert Einsteins und dessen Relativitätstheorie. 1930 zog er nach Bonn. In Bad Neuenahr wurde er beigesetzt.

## Veröffentlichungen (Auswahl)
- dramatisch bearbeitet: Der Schatz des Rhampsinit. Ein altägyptisches Märchen. Hamburg 1894.
- Anstich-Lieder. Hamburg 1895.
- Johann von Gorze. Nach einem Bericht aus der Zeit Kaiser Otto's des Großen. Schauspiel. Hamburg 1898.
- Hinter der Maske. Suderman und Hauptmann in den Dramen Johannes, Die drei Reherfedern, Schluck und Jau. Berlin 1901. (Online)
- Aschenbachs. Schauspiel in vier Aufzügen. Berlin 1903. Uraufgeführt 1903 auf der Neuen freien Volksbühne Berlin.
- Ramzarit. Berlin 1904. Uraufführung 1904 im Königlichen Staatsschauspiel Dresden.
- Die Malschule. 1906.
- Die Irrtümer und Trugschlüsse in Einsteins Relativitätstheorie. Langendreer 1926.
- Das Relativitätsprinzip der klassischen Mechanik und seine Fälschung durch Einstein. In: Hundert Autoren gegen Einstein. 1931. (Online)